# Franca Brambilla Ageno
Franca Ageno, coniugata Brambilla (Reggio nell'Emilia, 27 maggio 1913 – Milano, 13 ottobre 1995), è stata una filologa e italianista italiana.
Rivolse la sua attenzione agli autori più antichi della letteratura italiana.

## Biografia
Era figlia di Federico Ageno, filologo noto anche per essere stato direttore della Biblioteca Nazionale Centrale di Roma. 
Studiò presso l'Università degli Studi di Genova, dove fu allieva di Alfredo Schiaffini e Achille Pellizzari, e tra il 1939 e il 1940 fu comandata presso il "Centro di studi di filologia italiana" dell'Accademia della Crusca. Nel dopoguerra, oltre ad insegnare al Liceo Classico Statale C. Beccaria di Milano, continuò i suoi studi in campo linguistico e filologico che la porteranno prima ad essere docente di storia della lingua italiana per l'anno accademico 1958-1959 presso l'Università Cattolica di Milano (su invito di Giuseppe Billanovich); poi docente di letteratura italiana all'Università degli Studi di Parma fino al 1974. Socia dell'Accademia della Crusca dal 15 maggio 1970, ne divenne Accademico dal 6 luglio 1990, tenendo tale posizione fino alla morte. 
Nel 1940 sposò Arturo Brambilla, amico e corrispondente di Dino Buzzati, da cui ebbe una figlia, la storica Elena Brambilla.
L'operato di Franca Brambilla Ageno in campo filologico e linguistico, uno dei più importanti del XX secolo, si concentrò sull'analisi degli autori dei primi secoli della letteratura italiana, curandone l'edizione critica dei vari manoscritti. In particolar modo la studiosa si dedicò al Cantico di Frate Sole di san Francesco d'Assisi, alle Laudi di Jacopone da Todi, a Dante Alighieri (di cui realizzò una monumentale edizione del Convivio in tre volumi), all'Elegia di Madonna Fiammetta di Giovanni Boccaccio, al Trecentonovelle di Franco Sacchetti, al Morgante di Luigi Pulci. Redasse curatele, saggi e pubblicazioni relative alla scienza filologica, tra cui si ricorda L’edizione critica dei testi volgari del 1975.
Alla morte di Franca Brambilla Ageno, avvenuta nel 1995, la figlia donò alla sede di Brescia dell'Università Cattolica una parte dei libri e dell'archivio privato della studiosa, mentre il resto confluì nell'Accademia della Crusca.

## Opere

### Edizioni critiche
- Jacopone da Todi, Laudi; Trattato e Detti, a cura di Franca Brambilla Ageno, Firenze, Le Monnier, 1953, SBN MIL0061013.
- Luigi Pulci, Morgante, a cura di Franca Brambilla Ageno, vol. 17, Milano-Napoli, Ricciardi, 1955, SBN RAV0121025.
- Franco Sacchetti, Il libro delle rime, a cura di Franca Brambilla Ageno, Firenze - Melbourne, Olschki - University of W. Australia, 1989, ISBN 88-222-3795-1.
- Dante Alighieri, Convivio, a cura di Franca Brambilla Ageno, Firenze, Le Lettere, 1995, ISBN 88-7166-128-1., nell'Edizione Nazionale delle Opere di Dante Alighieri, a cura della Società Dantesca Italiana

### Saggi e manuali
- Franca Brambilla Ageno, Per un commento a Iacopone da Todi, in Convivium raccolta nuova, n. 1, Torino, Società editrice internazionale, 1950,  pp. 73-96, SBN MIL0335786.

- Franca Brambilla Ageno, Le tre redazioni del Morgante, in Lettere Italiane, vol. 9, Firenze, Sansoni, 1951, SBN MIL0335630.
- Franca Brambilla Ageno, Per una nuova edizione delle Rime del Sacchetti, in Studi di filologia italiana, n. 11, Firenze, Sansoni, 1953,  pp. 258-320, SBN MIL0335637.
- Franca Brambilla Ageno, Per il testo della Fiammetta, in Lettere italiane, vol. 6, 1954,  pp. 152-164, SBN PUV0620848.

- Franca Brambilla Ageno, Osservazioni sulla struttura e la lingua del Cantico di Frate Sole, in Lettere Italiane, n. 4, Firenze, Olschki, ottobre-dicembre 1959,  pp. 397-410, SBN NAP0373104.
- Franca Brambilla Ageno, Per il testo di Masuccio Salernitano, in Romance philology, vol. 14, n. 1, Berkeley, University of California Press, agosto 1960,  pp. 28-42, SBN UFE0675247.
- (EN) Franca Brambilla Ageno, Sulla tradizione testuale del Cavalcanti, in Romance philology, vol. 15, Berkeley, University of California Press, agosto 1961,  pp. 49-62, SBN LO11034728.
- Franca Brambilla Ageno, Elementi linguistici e questioni d'autenticità, in Collezione di opere inedite o rare pubblicate dalla Commissione per i testi di lingua, Bologna, Commissione per i testi di lingua, 1961,  pp. 349-358, SBN LO11034645.
- Franca Brambilla Ageno, Il verbo nell'italiano antico: ricerche di sintassi, Milano-Napoli, Ricciardi, 1964, SBN SBL0275959.
- Franca Brambilla Ageno, Commento linguistico della "Divina Commedia", Parma, Studium Parmense, 1967, SBN LO10742725.
- Franca Brambilla Ageno, Per l'edizione dei sonetti di Matteo Franco e di Luigi Pulci, in Tra latino e volgare. Per Carlo Dionisotti, Padova, Antenore, 1974, SBN RAV2056133.
- Franca Brambilla Ageno, Aspetti della storia della lingua: la trasmissione dei moduli sintattici e le loro modificazioni attraverso il tempo, in Studi di grammatica italiana, vol. 7, Firenze, Accademia della Crusca, 1978,  pp. 353-373, SBN RAV2056135.
- Franca Brambilla Ageno, Esempi di evoluzione semantica di un vocabolo astratto (intenzione, opinione), in Lingua nostra, vol. 40, n. 2-3, Firenze, Sansoni, 1979,  pp. 35-38, SBN RAV2056137.
- Franca Brambilla Ageno, Interpretazione e punteggiatura in alcuni passi danteschi, in Studi danteschi, vol. 52, Firenze, Sansoni, 1979-1980,  pp. 171-188, SBN RAV2055996.
- Franca Brambilla Ageno, Infinito soggetto d'impersonale e infinito preposizionale accompagnati da proprio soggetto, in Lingua nostra, vol. 41, n. 4, Firenze, Sansoni, 1980,  pp. 113-116, SBN RAV2056138.
- Franca Brambilla Ageno, L'edizione critica dei testi volgari, Padova, Antenore, 1984  [1975], SBN FER0030512.
- Franca Brambilla Ageno, Studi danteschi, Padova, Antenore, 1990, SBN CFI0190169.